# Джаспер Ситуэлл
Джаспер Ситуэлл (англ. Jasper Sitwell) — персонаж Marvel Comics, секретный агент антитеррористической организации Щ.И.Т. Персонаж был создан Стэном Ли и Джеком Кёрби и впервые появился в Strange Tales #114 (Май, 1966).

## История публикаций
Впервые Джаспер Ситуэлл появился в качестве секретного агента антитеррористической американской организации Щ. И.Т., начиная с комикса Ник Фьюри, агент Щ. И.Т.а, который публиковался в рамках Strange Tales. первое появление Ситуэлла состоялось в Strange Tales #114. Впоследствии он появлялся и в других выпусках комикса. В 1968 году он стал связным звеном между Щ. И.Т.ом и Тони Старком (Железным человеком), начиная с Tales of Suspense #93. Он выступал в качестве второстепенного персонажа с начала 1970-х до 1988 года в минисерии Ник Фьюри против Щ. И.Т.а, а в 1996—1997 году в Iron Man vol. 2. Позднее появился в трёх выпусках Avengers в 2000 году и в The Punisher War Journal #1 (Январь, 2007).

## Биография
Джаспер Ситуэлл стал агентом Щ. И.т.а будучи лучшим учеником в своей группе в академии Щ. И.т.а. Он стал одним из главных помощников Ника Фьюри и даже временно возглавлял организацию в его отсутствие. Позже он выступал в качестве связного звена между Щ. И.Т.ом и «Stark Industries». Ситуэлл был специально назначен обеспечить безопасность Тони Старка. Во время этого задания он влюбился в Уитни Фрост, которая оказалась лидером «Maggia». Отношения Старка и Ситуэлла стали более напряжёнными, когда у Тони завязались романтические отношения с Уитни Фрост. Позднее Ситуэлл был тяжело ранен, защищая Старка, и на некоторое время выбыл из строя. Несмотря на вспыхнувший конфликт, Ситуэлл через некоторое время был вновь назначен охранять Старка, в то же время как тот восстановил романтические отношения с Уитни Фрост. Из-за этого Ситуэлл долгое время пытался отомстить Старку за «кражу» женщины, которую он любил, однако превозмог свои эмоции и благополучно выполнил свои обязанности.
Он был одним из немногих агентов организации, которые отказались присоединиться к М. О.Л. О.Т.у Нормана Озборна во время вторжения скруллов. Он присоединился к Дум-Дум Дугану и вместе с ним сформировал военизированную группу «Howling Commandos» в противовес М. О.Л. О.Т.у, Гидре, Левиафану, наряду с Секретными воинами Ника Фьюри. Он сражается бок о бок со своими товарищами Гейбом Джонсом и Эриком Кейнингом.
Джаспер Ситуэлл вновь работал с Ником Фьюри в расследовании подпольной деятельности Баки Барнса, Зимнего солдата. Когда Чёрной вдове промывают мозги, она убивает Ситуэлла и ранит Фьюри.

## Альтернативные версии

### Ultimate Marvel
Во вселенной Ultimate Marvel Джаспер Ситуэлл появляется в ограниченной серии Ultimate Fallout, где сообщает Нику Фьюри, что правительство сократило бюджет финансирования организации на тридцать процентов.

## Появления вне комиксов

### Телевидение
- Джаспер Ситуэлл появляется в двух сериях мультсериала «Мстители. Величайшие герои Земли», где его озвучил Том Кейн.
- Он появляется в четырёх эпизодах сериала «Агенты «Щ.И.Т.»» в рамках кинематографической вселенной Marvel: «Штаб», «Безотказные»[7][8], «Конец начала»[9], сыгранный Максимилиано Эрнандесом (который также играл Ситуэлла в фильмах КВМ), в этих сериях его появляние в сериале происходят незадолго до событий фильма «Первый мститель: Другая война». А также он появляется в серии 5 сезона «Проснись и пой», где является молодым учеником академии Гидры.

### Кино
- Максимилиано Эрнандес исполнил роль Джаспера Ситуэлла в фильмах кинематографической вселенной Marvel:
  - В фильме «Тор» 2011 года он является одним из агентов, которые расследуют дело Тора, появившегося в Пуэнте Антигуо, Нью-Мексико.
  - Джаспер Ситуэлл является второстепенным персонажем одного из Marvel One-Shots The Consultant, где разговаривает с Филом Колсоном; и главным героем Item 47.
  - Появляется в фильме «Мстители» 2012 года.
  - В начале фильма «Первый мститель: Другая война»[10] Ситуэлла захватывают в плен наёмники во главе с Жоржем Батроком. После того, как Капитана Америку объявляют преступником, Ситуэлл принимает меры по его поимке. Выясняется, что он агент Гидры, которая много лет назад образовалась внутри Щ. И.Т.а. Его похищают Капитан Америка, Чёрная вдова и Сокол, и Ситуэлл рассказывает им о проекте «Озарение». Впоследствии его убивает Зимний солдат.
  - Также появляется в фильме «Мстители: Финал» в путешествиях во времени.

### Видеоигры
- Появляется в игре «Marvel: Avengers Alliance» для Facebook.
- Появляется в качестве зомби во время Хеллоуина в игре «Marvel: Avengers Academy» для мобильных устройств.